# 哈迪计划
哈迪计划又称“858计划”，伊拉克全球电话监听系统。
成立于1980年代初，是由伊拉克情报部和内务部的电子信号情报单位合并而成。总部位于巴格达以北20公里的拉希德。拥有至少5个地面监听站。监听人员来自各行各业，有翻译、电子专家、心理学家、网络能手等。
“哈迪计划”主要负责昼夜监听伊拉克的电话、传真、电子邮件往来。监听内容经由初级分析人员抄录和整理，再送到一个由“伊拉克情报局”、“军事情报局”、“特种安全局”等专家组成的委员会进行评估，最后直接向“总统秘书处”报告。
“哈迪计划”还具有对国际卫星电话进行监听的能力，可以在秘密无线电发射源开机工作的30秒之内准确计算出它的位置。
“哈迪计划”的设备基本上是两伊战争期间由外国政府提供或从海外进口而来的，其中以日本、法国提供的电脑及通信器材、苏联提供的监听设备为主。另外，根据美国总审计署的一份报告，在1985—1990年间，美国也曾提供价值约15亿美元的语音加扰器和信号放大器等。
虽然“哈迪计划”的设备大多在海湾战争时期的“沙漠风暴”、“沙漠之狐”行动和美英联军常年的空袭行动中被摧毁，但是伊拉克总能想方设法恢复其监听能力，例如通过各种渠道采购电子设备等。